# ديك فراي
ديك فراي (بالإنجليزية: Dick Frey)‏ هو لاعب كرة قدم أمريكية أمريكي، ولد في 17 ديسمبر 1929 في إنغلوود في الولايات المتحدة.

## وصلات خارجية
- ديك فراي على موقع مرجع كرة القدم المحترفة.كوم (الإنجليزية)